# Montclus (Gard)
Pour les articles homonymes, voir Montclus.
Montclus est une commune française située dans le nord-est du département du Gard en région Occitanie.
Exposée à un climat méditerranéen, elle est drainée par la Cèze, Valat de Boudouyre et par divers autres petits cours d'eau. La commune possède un patrimoine naturel remarquable : trois sites Natura 2000 (la « forêt de Valbonne », « la Cèze et ses gorges » et les « garrigues de Lussan ») et cinq zones naturelles d'intérêt écologique, faunistique et floristique.
Montclus est une commune rurale qui compte 177 habitants en 2022, après avoir connu un pic de population de 766 habitants en 1846.  Ses habitants sont appelés les Montclusiens ou  Montclusiennes.
Le patrimoine architectural de la commune comprend deux  immeubles protégés au titre des monuments historiques : le château, classé en 1977, et le mas du Grand Galès, inscrit en 1990.

## Géographie

### Localisation
Le village de Montclus est situé au nord-est du département du Gard et est limitrophe de celui de l'Ardèche.

#### Lieux-dits, hameaux et écarts
- Bernas
- Monteil
- Lende
- Le Martel

### Hydrographie et relief
La commune se trouve à la sortie des gorges de la Cèze, dans un paysage de garrigue et de vignobles.

### Climat
Pour des articles plus généraux, voir Climat de l'Occitanie et Climat du Gard.
En 2010, le climat de la commune est de type climat méditerranéen franc, selon une étude s'appuyant sur une série de données couvrant la période 1971-2000. En 2020, Météo-France publie une typologie des climats de la France métropolitaine dans laquelle la commune est dans une zone de transition entre le climat de montagne et le climat méditerranéen et est dans la région climatique Provence, Languedoc-Roussillon, caractérisée par une pluviométrie faible en été, un très bon ensoleillement (2 600 h/an), un été chaud (21,5 °C), un air très sec en été, sec en toutes saisons, des vents forts (fréquence de 40 à 50 % de vents > 5 m/s) et peu de brouillards.
Pour la période 1971-2000, la température annuelle moyenne est de 13,5 °C, avec une amplitude thermique annuelle de 17,9 °C. Le cumul annuel moyen de précipitations est de 926 mm, avec 6,7 jours de précipitations en janvier et 3,4 jours en juillet. Pour la période 1991-2020, la température moyenne annuelle observée sur la station météorologique installée sur la commune est de 13,7 °C et le cumul annuel moyen de précipitations est de 951,2 mm,. Pour l'avenir, les paramètres climatiques de la commune estimés pour 2050 selon différents scénarios d'émission de gaz à effet de serre sont consultables sur un site dédié publié par Météo-France en novembre 2022.
| Mois                                  | jan.           | fév.           | mars           | avril         | mai           | juin          | jui.          | août          | sep.          | oct.          | nov.          | déc.           | année     |
| ------------------------------------- | -------------- | -------------- | -------------- | ------------- | ------------- | ------------- | ------------- | ------------- | ------------- | ------------- | ------------- | -------------- | --------- |
| Température minimale moyenne (°C)     | 0              | 0,2            | 2,8            | 5,5           | 9,1           | 12,8          | 14,9          | 14,7          | 11,4          | 8,6           | 4             | 0,9            | 7,1       |
| Température moyenne (°C)              | 5,2            | 6,2            | 9,7            | 12,5          | 16,4          | 20,5          | 23,2          | 22,9          | 18,6          | 14,3          | 9,1           | 5,8            | 13,7      |
| Température maximale moyenne (°C)     | 10,3           | 12,2           | 16,6           | 19,6          | 23,7          | 28,3          | 31,6          | 31,2          | 25,8          | 20            | 14,2          | 10,7           | 20,4      |
| Record de froid (°C) date du record   | −14 16.01.1985 | −10,9 28.02.18 | −13,1 02.03.05 | −5,5 08.04.21 | −2 06.05.1991 | 3 06.06.1989  | 6 13.07.1993  | 5 30.08.1986  | 1 25.09.1990  | −4 31.10.1997 | −9 28.11.1985 | −11,4 30.12.05 | −14 1985  |
| Record de chaleur (°C) date du record | 23,9 30.01.13  | 25,9 23.02.20  | 28 21.03.1990  | 31,2 21.04.18 | 36,3 30.05.01 | 43,8 27.06.19 | 41,3 24.07.19 | 42,9 04.08.17 | 37,7 04.09.16 | 32 01.10.11   | 24,6 07.11.13 | 21 17.12.1985  | 43,8 2019 |
| Précipitations (mm)                   | 76,8           | 48,8           | 54,9           | 75,4          | 75,2          | 49,9          | 44,4          | 59,8          | 132,4         | 131,6         | 134,1         | 67,9           | 951,2     |

### Milieux naturels et biodiversité

#### Réseau Natura 2000

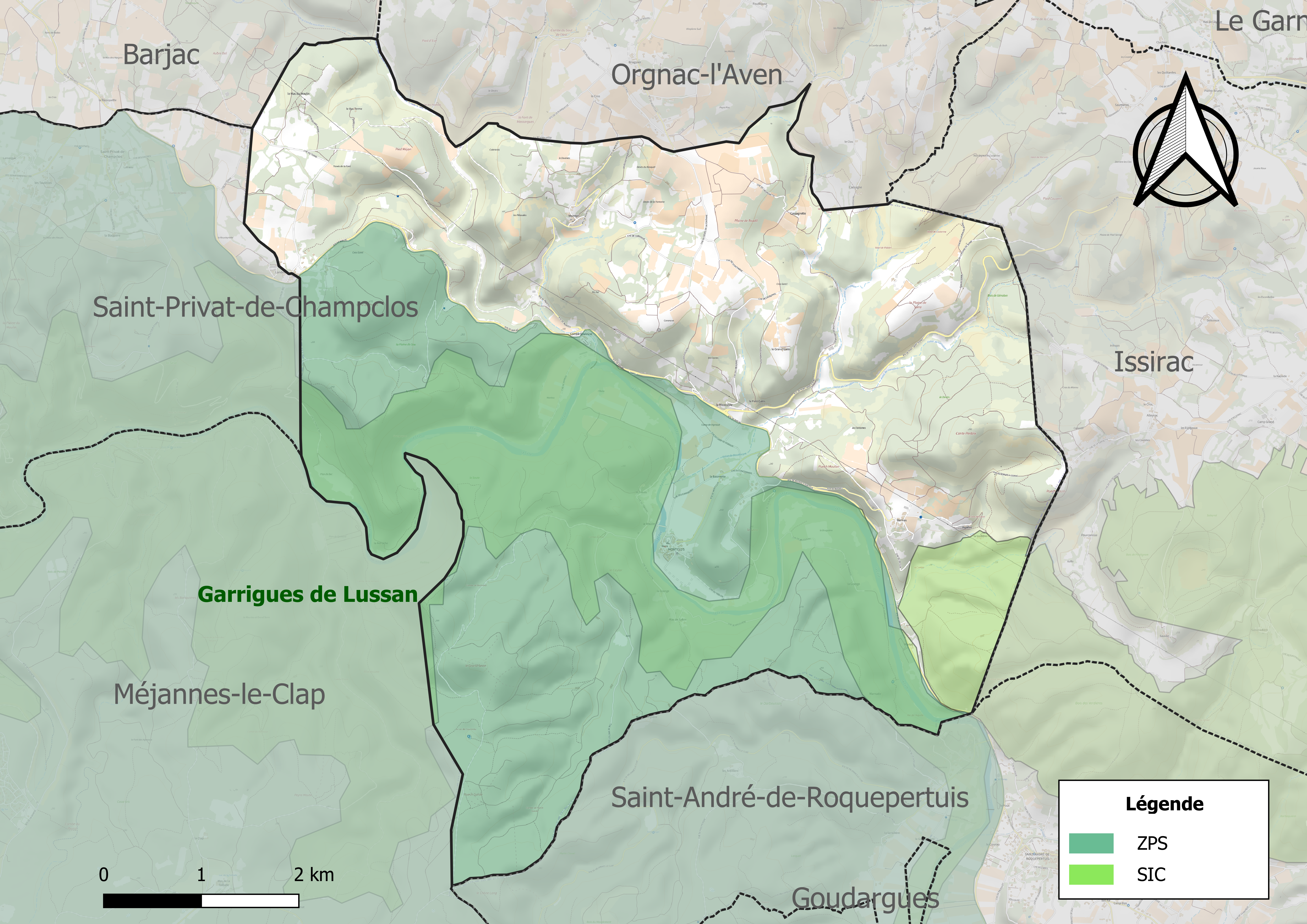
Sites Natura 2000 sur le territoire communal.

Le réseau Natura 2000 est un réseau écologique européen de sites naturels d'intérêt écologique élaboré à partir des directives habitats et oiseaux, constitué de zones spéciales de conservation (ZSC) et de zones de protection spéciale (ZPS).
Deux sites Natura 2000 ont été définis sur la commune au titre de la directive habitats :
- « la Cèze et ses gorges », d'une superficie de 3 550 ha, un territoire dont les principaux habitats naturels sont des formations méditerranéennes (Asplenion, Quercion ilicis) dans les gorges, avec notamment des descentes remarquables d'espèces montagnardes[8] ;
- la « forêt de Valbonne », d'une superficie de 5 052 ha, un milieu boisé avec des formations forestières remarquables. On y recense plus d'une dizaine d'espèces d'orchidées, de nombreux reptiles et amphibiens, oiseaux etc., ainsi qu'une végétation très diversifiée[9] ;

et un au titre de la directive oiseaux : 
- les « garrigues de Lussan », d'une superficie de 29 150 ha. Ce site abritait en 1999 un site de nidfication d'un couple de vautour percnoptère. Ce site constitue  un lien essentiel dans la petite population méditerranéenne résiduelle du Sud-Est de la France (comprenant une vingtaine de couples seulement), situé entre les noyaux d'Ardèche et Drôme-Isère, au nord, des gorges du Gardon, au sud, du Lubéron et des Alpilles, à l'est, du haut montpelliérais et des Gorges Tarn-Jonte[10].

#### Zones naturelles d'intérêt écologique, faunistique et floristique
L’inventaire des zones naturelles d'intérêt écologique, faunistique et floristique (ZNIEFF) a pour objectif de réaliser une couverture des zones les plus intéressantes sur le plan écologique, essentiellement dans la perspective d’améliorer la connaissance du patrimoine naturel national et de fournir aux différents décideurs un outil d’aide à la prise en compte de l’environnement dans l’aménagement du territoire.
Une ZNIEFF de type 1 est recensée sur la commune :
les « gorges de la Cèze à Montclus » (381 ha) et quatre ZNIEFF de type 2, : 
- les « gorges de la Cèze » (2 609 ha), couvrant 7 communes du département[13] ;
- le « massif du Bagnolais » (7 716 ha), couvrant 18 communes du département[14] ;
- le « plateau de Lussan et Massifs Boisés » (37 159 ha), couvrant 40 communes du département[15];
- les « plateaux calcaires méridionaux du Bas Vivarais » (8 289 ha), couvrant 7 communes du département[16].

Carte des ZNIEFF de type 1 et 2 à Montclus.
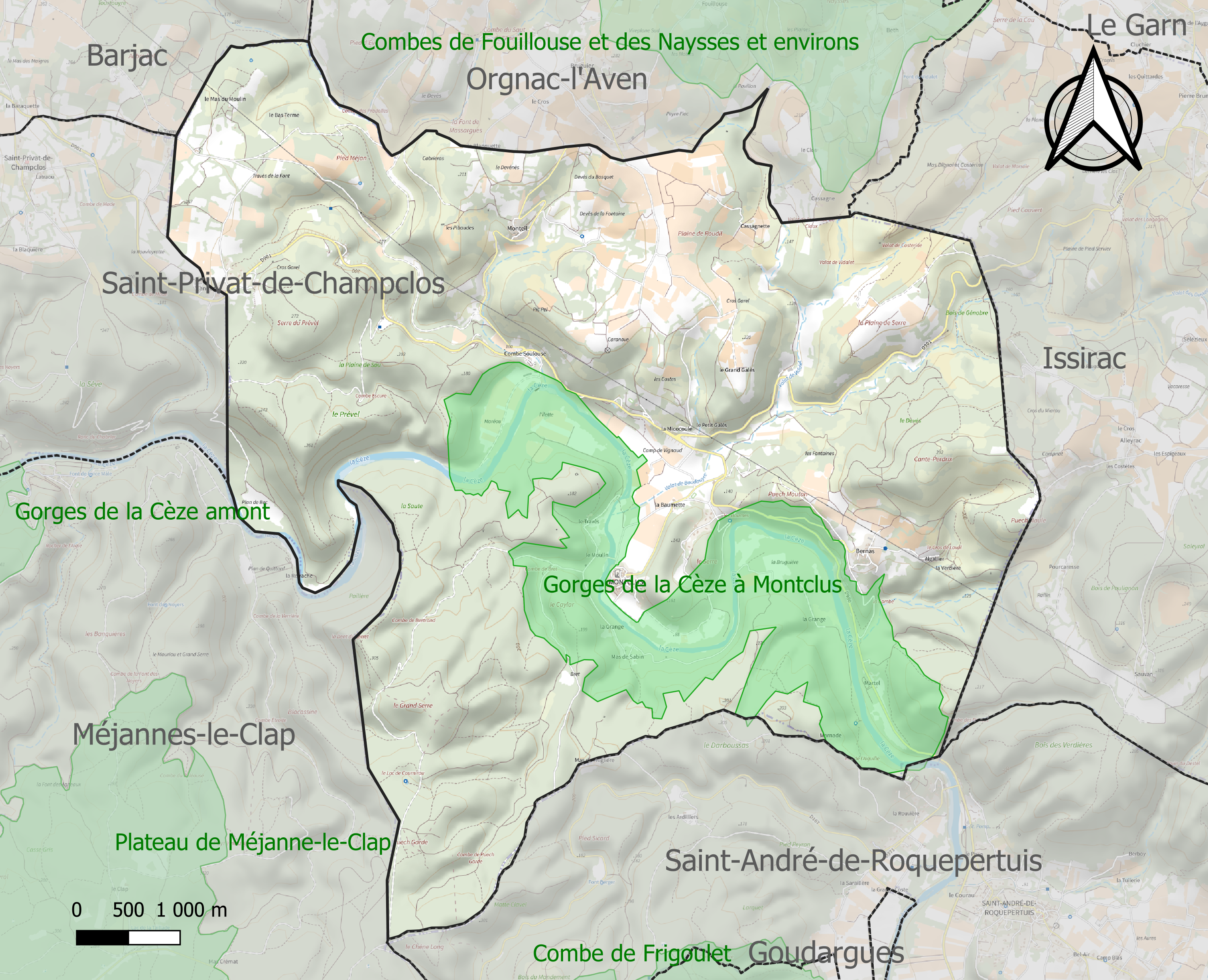
Carte de la ZNIEFF de type 1 sur la commune.
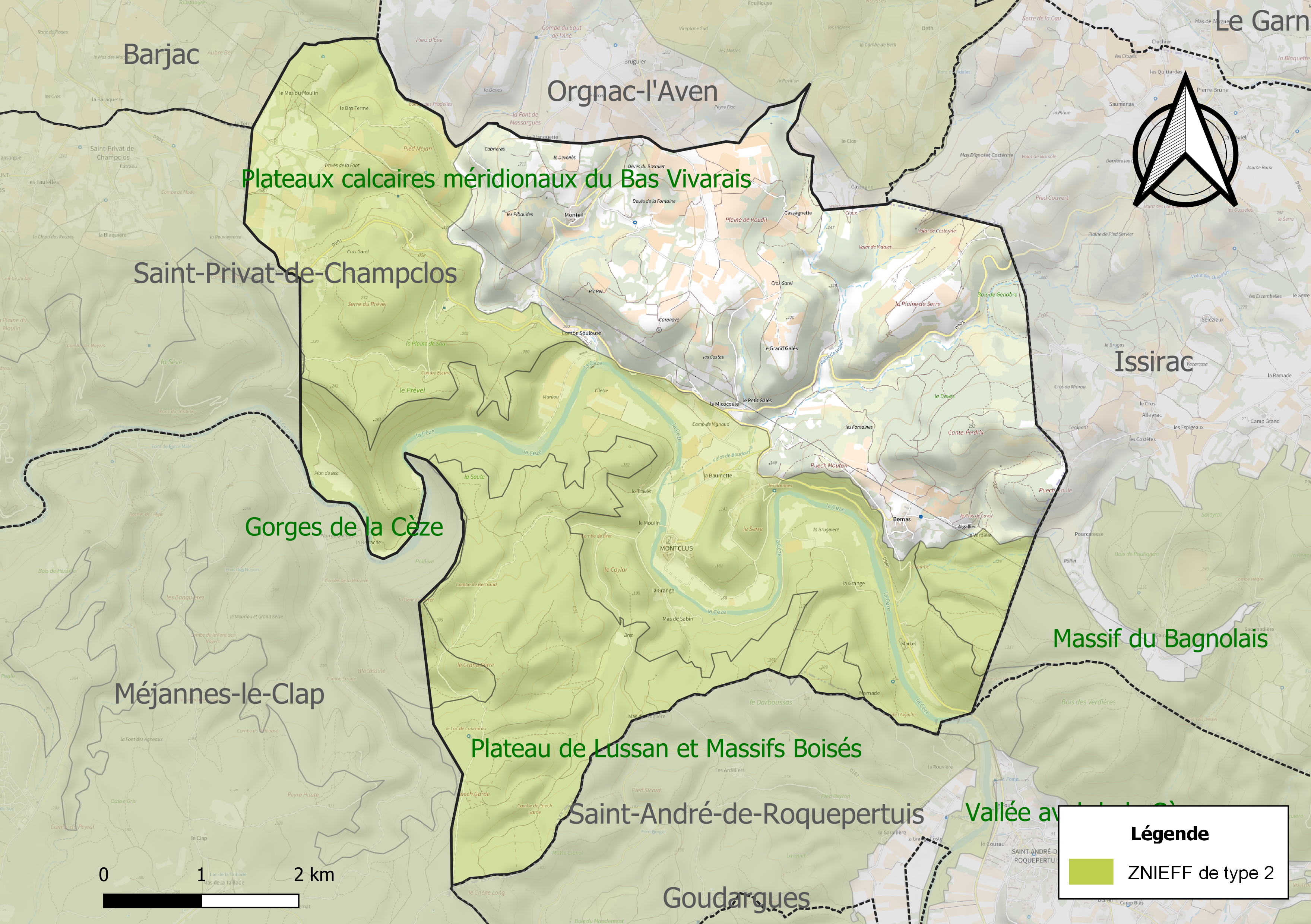
Carte des ZNIEFF de type 2 sur la commune.

## Urbanisme

### Typologie
Au 1er janvier 2024, Montclus est catégorisée commune rurale à habitat très dispersé, selon la nouvelle grille communale de densité à sept niveaux définie par l'Insee en 2022.
Elle est située hors unité urbaine et hors attraction des villes,.

### Occupation des sols
L'occupation des sols de la commune, telle qu'elle ressort de la base de données européenne d’occupation biophysique des sols Corine Land Cover (CLC), est marquée par l'importance des forêts et milieux semi-naturels (76,9 % en 2018), en augmentation par rapport à 1990 (75,4 %). La répartition détaillée en 2018 est la suivante : 
forêts (48,7 %), milieux à végétation arbustive et/ou herbacée (28,2 %), cultures permanentes (13,1 %), zones agricoles hétérogènes (10 %). L'évolution de l’occupation des sols de la commune et de ses infrastructures peut être observée sur les différentes représentations cartographiques du territoire : la carte de Cassini (XVIIIe siècle), la carte d'état-major (1820-1866) et les cartes ou photos aériennes de l'IGN pour la période actuelle (1950 à aujourd'hui).

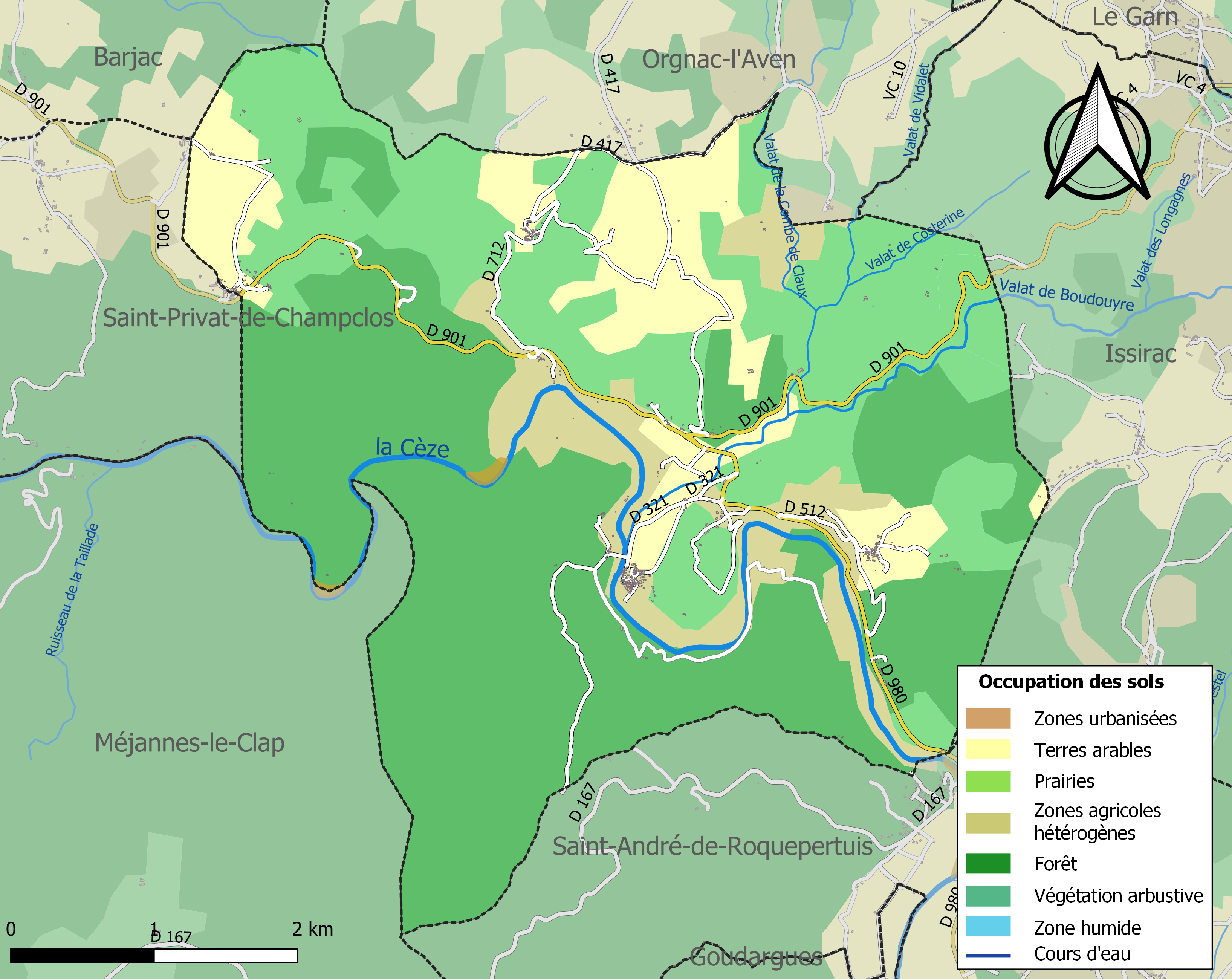
Carte des infrastructures et de l'occupation des sols de la commune en 2018 (CLC).

### Risques majeurs
Le territoire de la commune de Montclus est vulnérable à différents aléas naturels : météorologiques (tempête, orage, neige, grand froid, canicule ou sécheresse), inondations, feux de forêts, mouvements de terrains et séisme (sismicité modérée). Il est également exposé à un risque technologique, la rupture d'un barrage. Un site publié par le BRGM permet d'évaluer simplement et rapidement les risques d'un bien localisé soit par son adresse soit par le numéro de sa parcelle.

#### Risques naturels
Certaines parties du territoire communal sont susceptibles d’être affectées par le risque d’inondation par débordement de cours d'eau et par une crue torrentielle ou à montée rapide de cours d'eau, notamment la Cèze. La commune a été reconnue en état de catastrophe naturelle au titre des dommages causés par les inondations et coulées de boue survenues en 1982, 1988, 1994, 1998, 2002 et 2018,.

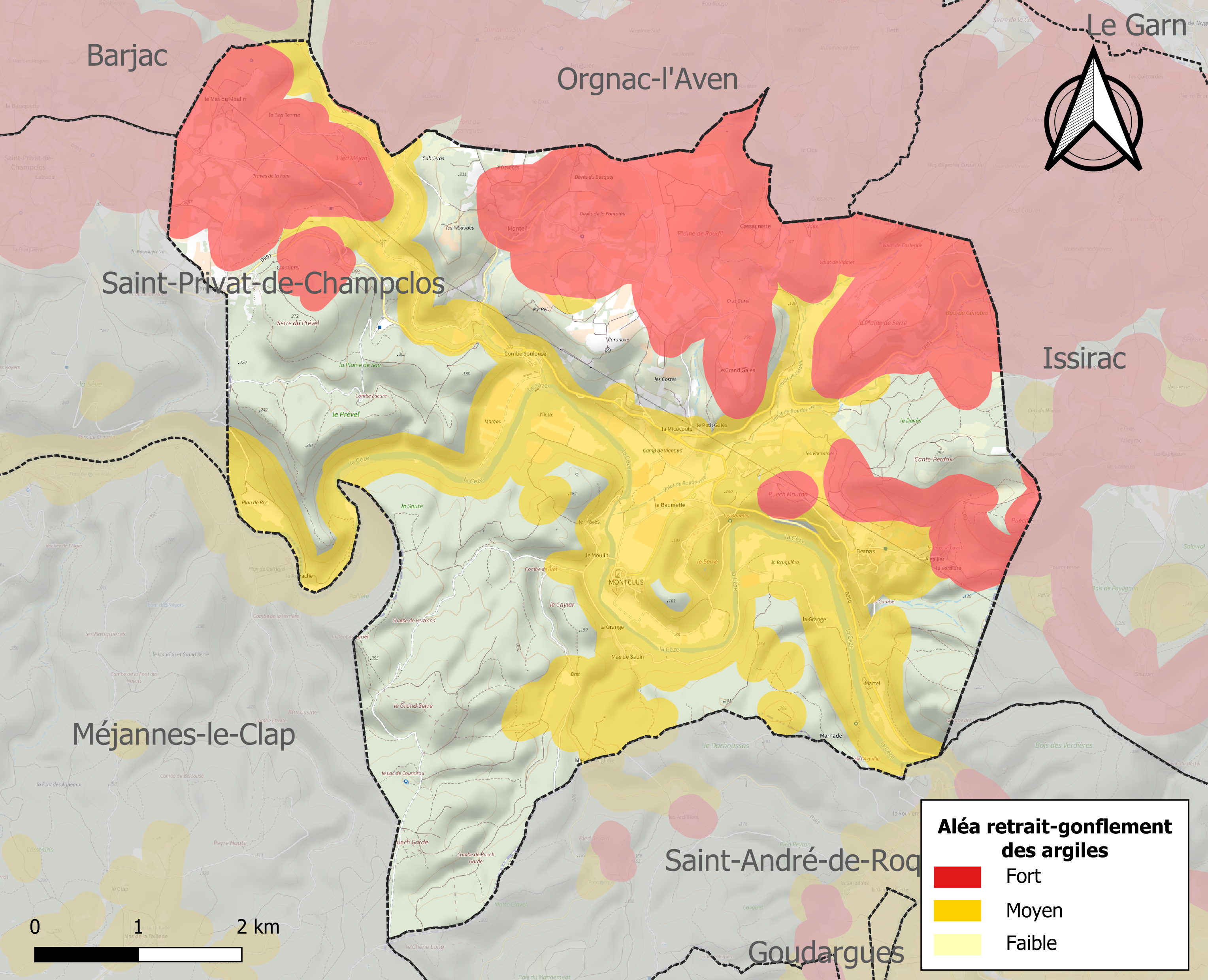
Carte des zones d'aléa retrait-gonflement des sols argileux de Montclus.

La commune est vulnérable au risque de mouvements de terrains constitué principalement du retrait-gonflement des sols argileux. Cet aléa est susceptible d'engendrer des dommages importants aux bâtiments en cas d’alternance de périodes de sécheresse et de pluie. 62,2 % de la superficie communale est en aléa moyen ou fort (67,5 % au niveau départemental et 48,5 % au niveau national). Sur les 170 bâtiments dénombrés sur la commune en 2019, 155 sont en aléa moyen ou fort, soit 91 %, à comparer aux 90 % au niveau départemental et 54 % au niveau national. Une cartographie de l'exposition du territoire national au retrait gonflement des sols argileux est disponible sur le site du BRGM,.
Par ailleurs, afin de mieux appréhender le risque d’affaissement de terrain, l'inventaire national des cavités souterraines permet de localiser celles situées sur la commune.

#### Risques technologiques
La commune est en outre située en aval du barrage de Sénéchas, un ouvrage de classe A doté d'un PPI. À ce titre elle est susceptible d’être touchée par l’onde de submersion consécutive à la rupture de cet ouvrage.

## Toponymie
De l'occitan Mont-Clus, du bas latin Mons Clusus.

## Histoire

### Préhistoire
En 1957, des fouilles archéologiques effectuées à proximité du village ont permis de mettre en évidence la présence de l'homme à Montclus depuis les temps préhistoriques : découverte d'une stratification allant de 8000 à 2000 av. J.-C. et présence de tribus de pêcheurs sédentaires.

### Moyen Âge
Le village médiéval existait avant le XIIIe siècle. Il reste les vestiges d'un ancien monastère bénédictin troglodytique, une vaste salle creusée dans le roc, au lieu-dit Les Beaumes qui servit plus tard de chapelle aux Templiers aux XIIe et XIIIe siècles.
En 1263 fut fondé à Montclus un prieuré du nom de Mons Serratus, cité en 1265 dans le Gallia Christiana. Les mentions de Castrum de Monte Cluso, en 1275 dans la généalogie des Châteauneuf-Randon et en 1376 Castrum Montis Clusis dans le cartulaire de la seigneurie d'Alais, indiquent la position du village qui lui a valu son nom, en haut une colline entourée de montagnes. En 1275 fut construit un château dont il ne reste qu'un donjon carré et massif d’une grande hauteur. Plus tard a été construit le pont du Moulin enjambant la Cèze qui, dit-on, roulait des paillettes d’or.
En 1320, 337 juifs de la ville sont massacrés lors du passage de la croisade des Pastoureaux.
Cette information est fausse. D'après l'article : Miret y Sans Joaquín. Le massacre des Juifs de Montclus en 1320 (épisode de l'entrée des Pastoureaux dans l'Aragon). In:
Revue des études juives, tome 53, n°106, avril-juin 1907. pp. 255–266;
```
trouvé sur le site : 
https://www.persee.fr/doc/rjuiv_0484-8616_1907_num_53_106_4813
```

il ne s'agit pas de la commune de Montclus située dans le Gard mais d'un Montclus situé dans la Province d' ARAGON en ESPAGNE, village disparu de nos jours. Ce livre donne de nombreux détails tant sur l'importance de cette communauté juive que sur l'épisode en lui même

### Époque contemporaine
En 2011, le village a été le lieu de tournage du film Le Bon Samaritain réalisé par Bruno Garcia. Les acteurs principaux sont : Michel Galabru, Bernadette Lafont et Laurent Gamelon.
En septembre 2015, Monclus a vécu l'ouverture de l'école associative du Tourrihou, dans les locaux de l'ancienne école communale fermée depuis 42 ans. Cette nouvelle école s'inspire de plusieurs pédagogies basées sur l'épanouissement de l'enfant (Freinet, Steiner, Collot, Montessori...).
En 2019, se tourne à Monclus le dernier film de Nicolas Vanier Poly avec entre autres Patrick Timsit, Julie Gayet et François Cluzet. Le film sort le 23 octobre 2020 au cinéma.

### Tendances politiques et résultats

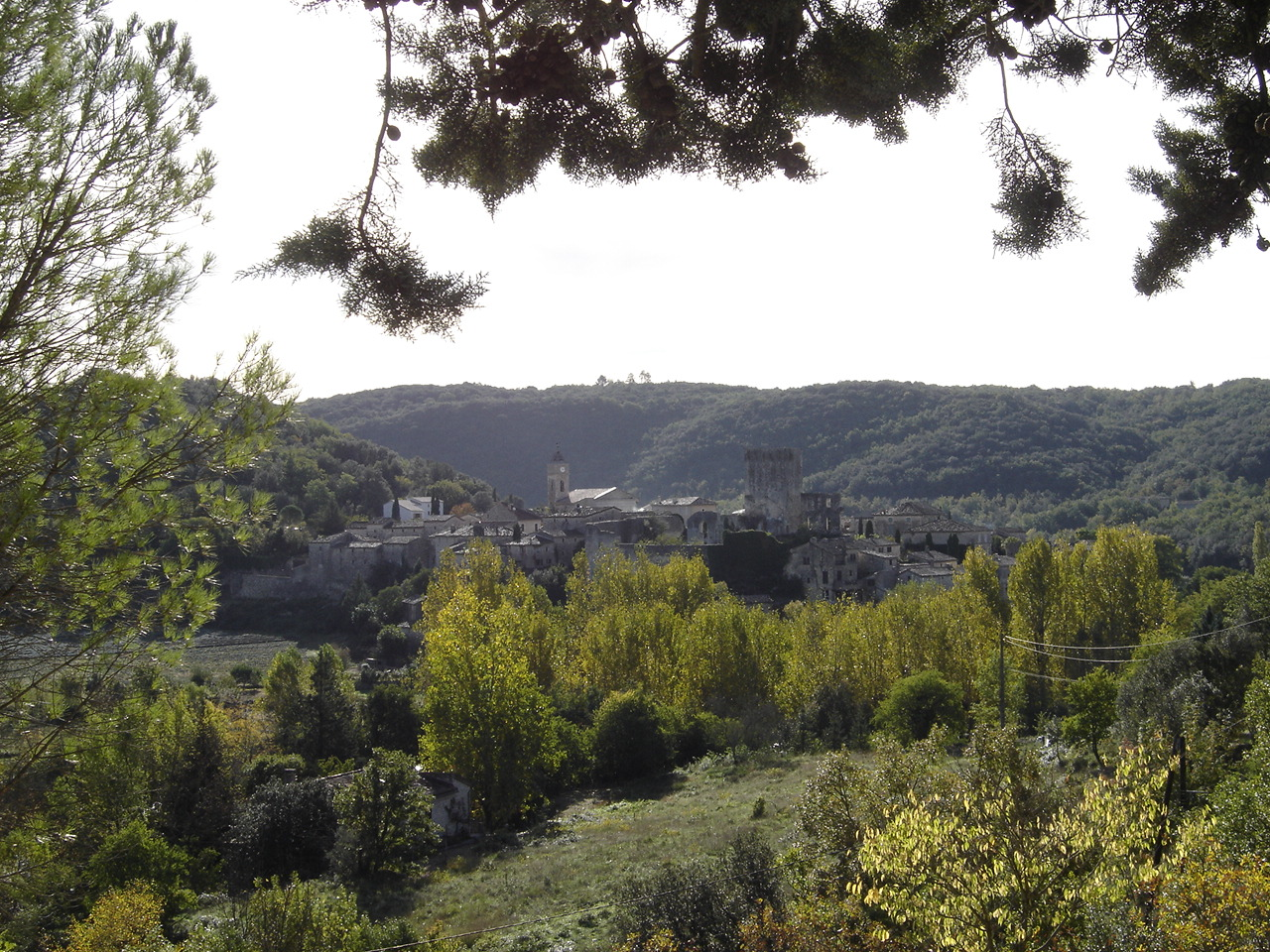
Vue de Montclus

## Politique et administration

### Liste des maires
| Période | Période  | Identité        | Étiquette | Qualité    |
| ------- | -------- | --------------- | --------- | ---------- |
| 1995    | 2001     | Bernard Trichot |           |            |
| 2001    | 2008     | Étienne Canonge | DVD       |            |
| 2008    | 2014     | Daniel Bakelem  | PS        |            |
| 2014    | En cours | Benoît Trichot  | EELV      | Professeur |

## Population et société

### Démographie
L'évolution du nombre d'habitants est connue à travers les recensements de la population effectués dans la commune depuis 1793. Pour les communes de moins de 10 000 habitants, une enquête de recensement portant sur toute la population est réalisée tous les cinq ans, les populations de référence des années intermédiaires étant quant à elles estimées par interpolation ou extrapolation. Pour la commune, le premier recensement exhaustif entrant dans le cadre du nouveau dispositif a été réalisé en 2004.

En 2022, la commune comptait 177 habitants, en évolution de −16,51 % par rapport à 2016 (Gard : +2,97 %, France hors Mayotte : +2,11 %).
| 1793 | 1800 | 1806 | 1821 | 1831 | 1836 | 1841 | 1846 | 1851 |
| ---- | ---- | ---- | ---- | ---- | ---- | ---- | ---- | ---- |
| 445  | 418  | 502  | 630  | 650  | 700  | 695  | 766  | 727  |

| 1856 | 1861 | 1866 | 1872 | 1876 | 1881 | 1886 | 1891 | 1896 |
| ---- | ---- | ---- | ---- | ---- | ---- | ---- | ---- | ---- |
| 710  | 625  | 618  | 632  | 617  | 600  | 567  | 575  | 502  |

| 1901 | 1906 | 1911 | 1921 | 1926 | 1931 | 1936 | 1946 | 1954 |
| ---- | ---- | ---- | ---- | ---- | ---- | ---- | ---- | ---- |
| 514  | 502  | 390  | 281  | 261  | 226  | 217  | 200  | 179  |

| 1962 | 1968 | 1975 | 1982 | 1990 | 1999 | 2004 | 2006 | 2009 |
| ---- | ---- | ---- | ---- | ---- | ---- | ---- | ---- | ---- |
| 156  | 124  | 115  | 139  | 135  | 134  | 161  | 159  | 146  |

| 2014 | 2019 | 2022 | - | - | - | - | - | - |
| ---- | ---- | ---- | - | - | - | - | - | - |
| 194  | 194  | 177  | - | - | - | - | - | - |

### Enseignement
École maternelle et primaire du Tourrihou privée, laïque, hors contrat, gérée par l'association GRANDIR ENSEMBLE.

## Économie

### Revenus
En 2018  (données Insee publiées en septembre 2021), la commune compte 88 ménages fiscaux, regroupant 178 personnes. La médiane du revenu disponible par unité de consommation est de 16 650 € (20 020 € dans le département).

### Emploi
|                | 2008   | 2013   | 2018   |
| -------------- | ------ | ------ | ------ |
| Commune        | 9,1 %  | 17,9 % | 16,5 % |
| Département    | 10,6 % | 12 %   | 12 %   |
| France entière | 8,3 %  | 10 %   | 10 %   |

En 2018, la population âgée de 15 à 64 ans s'élève à 106 personnes, parmi lesquelles on compte 78,6 % d'actifs (62,1 % ayant un emploi et 16,5 % de chômeurs) et 21,4 % d'inactifs,. En  2018, le taux de chômage communal (au sens du recensement) des 15-64 ans est supérieur à celui de la France et du département, alors qu'il était inférieur à celui du département en 2008.
La commune est hors attraction des villes,. Elle compte 27 emplois en 2018, contre 25 en 2013 et 23 en 2008. Le nombre d'actifs ayant un emploi résidant dans la commune est de 66, soit un indicateur de concentration d'emploi de 40,3 % et un taux d'activité parmi les 15 ans ou plus de 50,6 %.
Sur ces 66 actifs de 15 ans ou plus ayant un emploi, 19 travaillent dans la commune, soit 28 % des habitants. Pour se rendre au travail, 84,4 % des habitants utilisent un véhicule personnel ou de fonction à quatre roues, 1,6 % les transports en commun, 3,2 % s'y rendent en deux-roues, à vélo ou à pied et 10,9 % n'ont pas besoin de transport (travail au domicile).

### Activités hors agriculture
25 établissements sont implantés  à Montclus au 31 décembre 2019. Le tableau ci-dessous en détaille le nombre par secteur d'activité et compare les ratios avec ceux du département,.
Le secteur du commerce de gros et de détail, des transports, de l'hébergement et de la restauration est prépondérant sur la commune puisqu'il représente 36 % du nombre total d'établissements de la commune (9 sur les 25 entreprises implantées  à Montclus), contre 30 % au niveau départemental.

### Agriculture
|               | 1988 | 2000 | 2010 | 2020 |
| ------------- | ---- | ---- | ---- | ---- |
| Exploitations | 19   | 14   | 10   | 5    |
| SAU (ha)      | 253  | 77   | 39   | 136  |

La commune est dans les Garrigues, une petite région agricole occupant le centre du département du Gard. En 2020, l'orientation technico-économique de l'agriculture  sur la commune est la polyculture et/ou le polyélevage. Cinq exploitations agricoles ayant leur siège dans la commune sont dénombrées lors du recensement agricole de 2020 (19 en 1988). La superficie agricole utilisée est de 136 ha,,.

## Culture locale et patrimoine

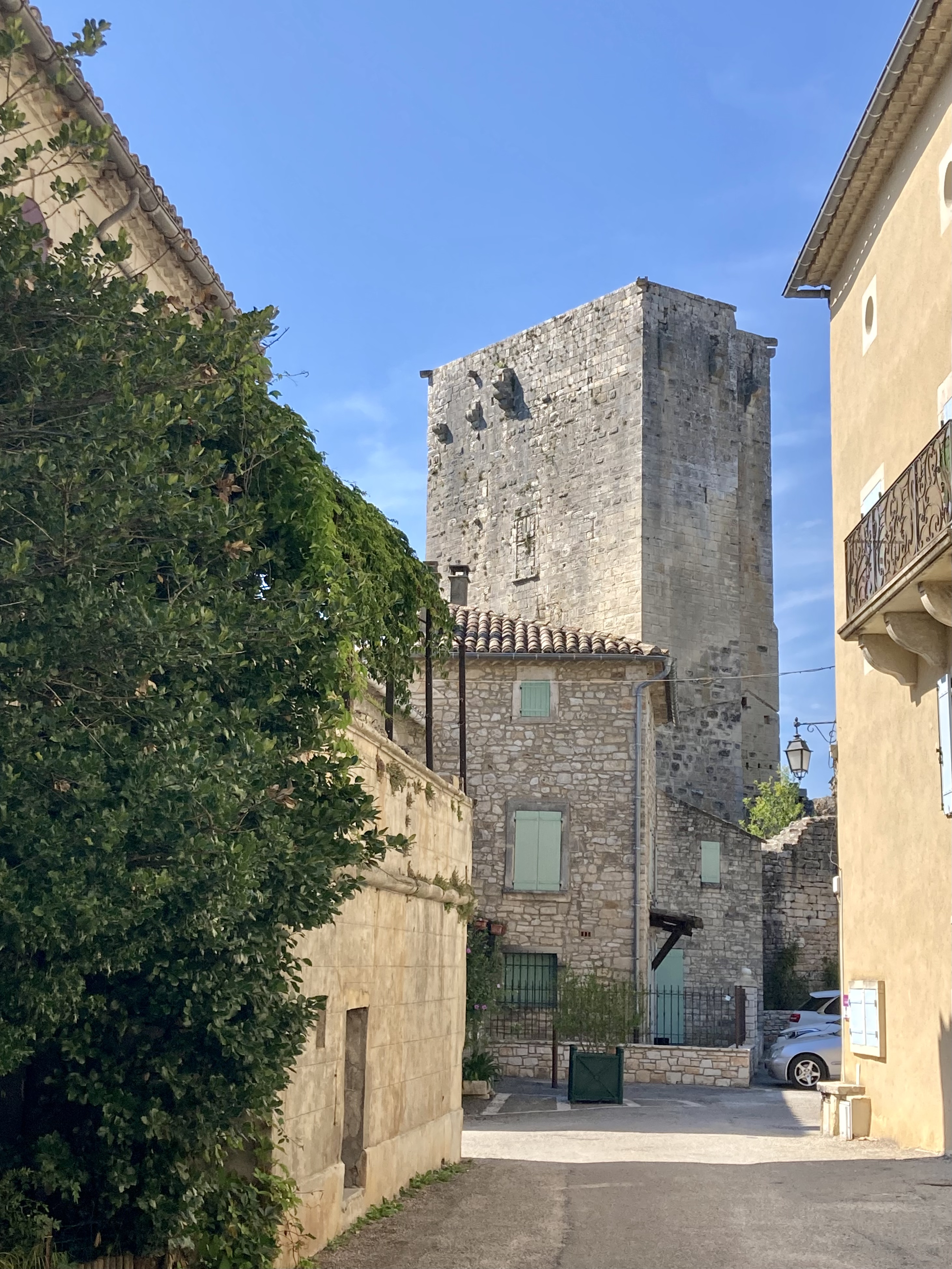
Le château au milieu des maisons du village.

### Édifices civils
- Château : Ancien château fort du XIIIe siècle  Classé MH (1977)[37].
- Mas du Grand Galès : Domaine agricole dont l'accès se fait par une grande allée bordée d'arbres fruitiers  Inscrit MH (1990)[38].

### Édifices religieux

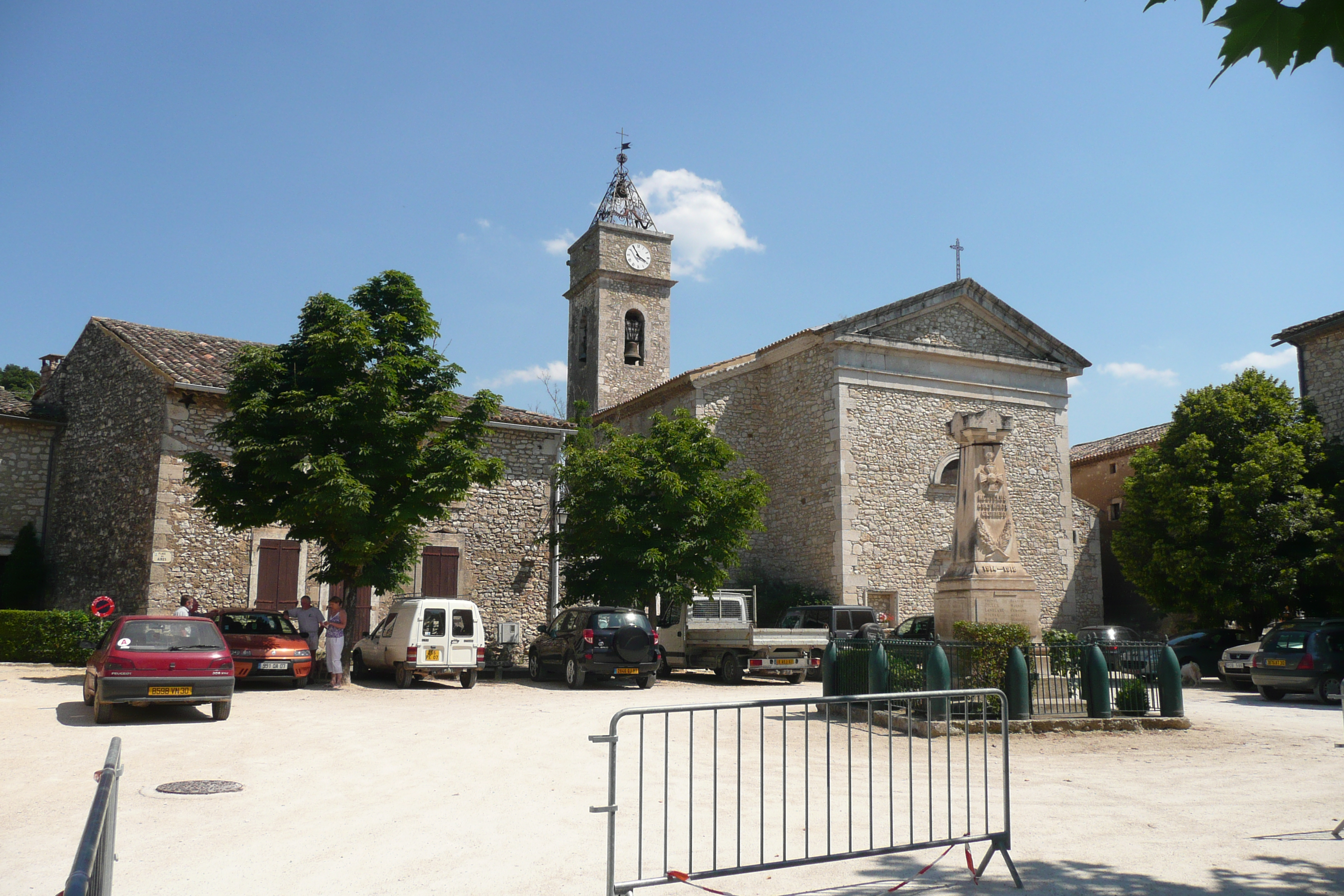
Église Notre-Dame-de-l'Assomption.

- Église Notre-Dame-de-l'Assomption de Montclus.

### Patrimoine culturel
En juillet 2012, Montclus devient le troisième village du Gard labellisé par l'association Les Plus Beaux Villages de France.

### Personnalités liées à la commune
- Victorien Bruguier (1858-1944), syndicaliste.

## Héraldique
| Blason de Montclus | Blason  | De vair, à un pal losangé d'or et de sinople.    |
| Blason de Montclus | Détails | Le statut officiel du blason reste à déterminer. |